# たけしのここだけの話
『たけしのここだけの話』（たけしのここだけのはなし）は、1988年10月2日から1990年9月30日までフジテレビ系列で放送されていたトーク番組である。IVSテレビ制作・関西テレビの共同制作。放送時間は毎週日曜22:30 - 23:00 （日本標準時）。

## 概要
前番組『スターご勝手対談』と同じくKINCHO一社提供番組で、同じく『KINCHOおもしろ倶楽部』枠で放送されていた。『スターご勝手対談』までは関西テレビ大阪本社の製作で、収録も本社内のスタジオで行われていたが、本番組からは東京支社での製作になり（同時に制作担当を自社から制作プロダクションへの外注に変更）、収録も東京都内のスタジオへと変更された。オープニングタイトルは新宿区の超高層ビルの夜景（空撮）をバックに番組タイトルと提供クレジットが表記されていた。
本番組の司会はビートたけし・山口美江で、毎回ゲストを迎えてトークを展開していた。第1回目のゲストは三田佳子、最高視聴率を記録した回のゲストは山田邦子、最低視聴率だった回のゲストは大屋政子。前番組までは公開放送だったが、本番組では観客を入れず、ラジオのブースをイメージしたスタジオでトークを展開する形式だった。また、番組の収録終了前にはたけしたちと各回のゲストをカメラで写真撮影し、その写真を基に作成したテレホンカードを視聴者プレゼントにしていた。
1990年10月に日本テレビ系列で、本番組と同じスタッフ（関西テレビ担当者以外）による『蝶々・たけしの21世紀まで待てない!!』（読売テレビ製作）が開始されることになったため、番組は9月30日放送分をもって終了した。最終回では総集編を放送し、当該回のラストではたけしが「2年間ありがとうございました」と挨拶して番組を締めくくった。

## ゲスト
- 三田佳子
- 和田アキ子
- 松坂慶子
- 明石家さんま
- 片岡鶴太郎
- 関口宏(第7回(1988年11月20日放送)ゲスト)
- アグネス・チャン
- 石田純一
- 逸見政孝
- 緒形拳
- 大橋巨泉
- 伊丹十三
- 吉田拓郎
- 石坂浩二
- 笑福亭鶴瓶
- 山田邦子
- 松方弘樹
- 永六輔
- 近藤真彦
- 所ジョージ
- 宇崎竜童
- 郷ひろみ
- 武田鉄矢
- 吉幾三
- 小泉今日子
- 中井貴一
- 大竹しのぶ
- 林真理子
- 市毛良枝
- 小柳ルミ子
- 津川雅彦
- 西城秀樹
- 真田広之
- 石原慎太郎
- 俵孝太郎
- 竹村健一
- 原健三郎
- ミヤコ蝶々
- 萩原健一
- 山城新伍
- ケント・ギルバート
- 江田五月
- C.W.ニコル
- 野坂昭如
- 田中邦衛
- 早坂茂三
- 香川伸行
- 落合博満
- 川合俊一
- 工藤夕貴
- 斉藤由貴
- ビートきよし
- 川谷拓三
- 倍賞美津子
- 高原須美子
- 山口敏夫
- 横尾忠則
- 根津甚八
- 岸本加世子
- 藤原弘達
- 矢追純一
- 太平サブロー・シロー
- たけし軍団（ダンカン、ガタルカナル・タカ、柳ユーレイ）
- 田原総一朗
- 江本孟紀
- 関根潤三
- 大屋政子
- 上岡龍太郎
- 横山ノック
- 堺正章
- 浅野ゆう子
- 加納典明
- アントニオ猪木

ほか

## エンディングテーマ曲
| 代 | タイトル                 | アーティスト    | レーベル             | 放送期間               |
| -- | ------------------------ | --------------- | -------------------- | ---------------------- |
| 1  | 月の砂漠から             | 久野かおり      | Bourbon/徳間ジャパン | 1988年10月 - 1989年3月 |
| 2  | Time Is Up               | 久野かおり      | Bourbon/徳間ジャパン | 1989年4月 - 9月        |
| 3  | 哀色の印象 -AVEC LE FEU- | Kei（増田恵子） | Bourbon/徳間ジャパン | 1989年10月 - 1990年6月 |
| 4  | 運命が変わる朝           | Kei（増田恵子） | Bourbon/徳間ジャパン | 1990年7月 - 9月        |

※1989年10月から最終回までエンディング曲を歌った増田の2曲は、後にベストアルバム『Colors〜30th Anniversary All Time Best』に収録されている。

## スタッフ
- 企画：広田明（関西テレビ）、牛丸謙壱（IVSテレビ制作）
- 構成：豊村剛、平松邦宏、ダンカン、田中直人
- 技術：八峯テレビ
- TD：吉田勝美
- SW：毛利敏彦
- カメラ：元木宏、秋庭秀行（週変わり）
- 映像調整：竹内荘七
- 音声：宮本勝
- 照明：式顕義、西川真史（週変わり）
- デザイン：根本征蒼（現在：ねもとまさ乙・CAVIN）
- 美術制作：大野正夫（CAVIN）
- グラフィック：32nd SUITE
- 編集：舘澤政則（アートプラザ）→井口進
- MA：赤松茂雄（アートプラザ）→前沢義弘（TVT AKASAKA）
- 音効：金子喜久夫
- 広報：本部真咲（関西テレビ）
- AP：西村薫
- ディレクター：伊藤孝宏、長江努、小幡英司
- 演出：長尾忠彦、玉井浩（ディレクターの回あり）
- プロデューサー：越智武彦（関西テレビ）、望月政道（IVSテレビ制作）
- 制作協力：オフィス北野
- 制作：IVSテレビ制作、関西テレビ

## 放送局
特筆の無い限り全て同時ネット。クロスネット局など遅れ放送だった地域は金鳥のスポンサードネットの対象から外され、ローカルスポンサーに差し替えられていた（番組冒頭の『KINCHOおもしろ倶楽部』のテロップや提供クレジットも差し替え）。
- 関西テレビ (制作局)
- 北海道文化放送
- 青森テレビ（TBS系列、遅れネット）
- 仙台放送
- 福島テレビ
- フジテレビ
- 新潟総合テレビ
- テレビ静岡
- 富山テレビ[4]
- 石川テレビ[4]
- 福井テレビ[4]
- 長野放送[5]
- 東海テレビ
- 岡山放送
- テレビ新広島
- 山陰中央テレビジョン放送
- テレビ愛媛 (スポンサーは差し替え)
- テレビ西日本
- サガテレビ
- テレビ熊本 (1989年10月から同時ネット)